# Атешин, Айхатун
Айхатун Атешин (тур. Ayhatun Ateşin; род. 2 апреля 1961, Никосия) — художница-керамистка, редактор книг, театральный художник, продюсер, художественный руководитель, учёный. Стала известной благодаря своим творческим работам. Известные проекты Айхатун Атешин: документальный фильм «Алашия возрождается»; научно-исследовательская выставка «Вечная керамика»; выставка «Тихая прогулка», «Цвет воды», «Искусство огня», «Танец грязи и огня» и др.

## Биография
Айхатун Атешин родилась на Кипре и была самым младшим ребёнком в многодетной семье. Отец Мехмет Хусейн (тур. Mehmet Hüseyin) занимался мозаичным литьем, мать Фатма Ханым (тур. Fatma Hanım’dan) шила одежду.
Айхатун Атешин с детства увлекалась театром, живописью, скаутингом. Первый свой рисунок о кошке, преследующей мышь (тур. Fare kovalayan kedi), она нарисовала ещё в начальной школе, первую свою награду получила за художественную работу о женщине, пекущей хлеб (тур. Fırına ekmek salan kadınlar).
Завершив обучение в школе Айхатун Атешин поступает в Международный технологический образовательный центр Анкары для изучения компьютерного программирования. Но вскоре меняет направление обучения на медицинское. Завершив обучение в медицинском университете Хаджеттепе (тур. Hacettepe Üniversitesi) в Анкаре, Айхатун Атешин стала дипломированным специалистом в области ядерной медицины.
В 1980 году была опубликована книга Айхатун Атешин «Стихи с картинками» (тур. Resimlerle Şiirler). В период с 1983 по 1996 год работала актрисой в Государственном театре.
С 1996 по 2019 год работала в Государственной больнице Никосии. Айхатун Атешин говорит, что одна её часть — здоровье, а другая — искусство (тур. «Bir yanım sağlık (Beyaz önlüklüleri oynarım Lefkoşa Burhan Nalbantoğlu Devlet Hastanesi Nükleer Tıp Bölümünde) Diğer yanım Sanat (parmaklarım çamurla dans eder...»). Работала театральным художником в Государственном театре.
Айхатун Атешин — куратор музея истории радиовещания БРТК.
В 1980 году начала заниматься керамикой. Работала в мастерских Джилли Кроули (тур. Jill Crowley – Barbican Art Galery), Бранка Узур (тур. Branka Uzur- Lefkoşa), Унал Чимит (тур. Ünal Cimit- İstanbul).
Айхатун Атешин участвует в семинарах как в качестве слушателя, так и в качестве ведущего. Часто выступает куратором на мероприятиях различных уровней, организатором выставок.

## Творчество

### Работа в театре и кино
В 1983 году Айхатун Атешин по приглашению Государственного театра приняла участие в постановке пьесы «Annem Niçin Miyavladı». Она активно участвовала в жизни театра, в продюсировании фильмов. Совместно с Министерством образования создавала детские театры в самых отдаленных населённых пунктах страны.
Айхатун Атешин снялась в фильмах:
- «Под оккупацией» (тур. İşgal Altında, 1996 г.)[3];
- «Сегун IV» (тур. Şogun IV, Анталья, 1997 г.);
- «Кипрские истории» (тур. Kıbrıs Öyküleri, 1998 г.);

Была художественным руководителем:
- документального фильма «Путешествие далеко» (тур. Uzaklara Yolculuk, 1997 г.),
- сериала «Кипрские истории» (1998 г.).

Была продюсером сериала «Кипрские истории» (1998 г.).
В 1996 году участвовала в спектакле «Ağustos Böceklerini Unutma», поставленном Государственным театром, а также в одноимённом фильме.
В 2017 году документальный фильм «Алашия возрождается» (тур. Alashia Yeniden Doğuyor), созданной кинематографистами Северного Кипра, на Международном фестивале документального кино «Алтын Сафран» (тур. 18.Uluslararası Altın Safran Belgesel Film festivalinde, получил специальный приз ТЮРКСОЙ (тур. TÜRKSOY).
Куратором проекта была Айхатун Атешин.

### Керамика
В 1987 году в Никосии была проведена научно-исследовательская выставка Айхатун Атешин «Вечная керамика». В 1989 году она открыла свою мастерскую. Занимается преподавательской деятельностью.

#### Выставки
Принимала участие в творческих выставках в разных странах мира:
- Кипр:
  - Никосия (1990—1993 гг., 1996 г., 1998—1999 гг., 2001 г., 2004 г., 2006 г., 2013 г.);
  - Лефка (1999 г.);
  - Фамагуста (2002 г.);
- Турция:
  - Гюзельюрт (1991 г.);
  - Стамбул (1996 г., 1998—2000 гг., 2008 г., 2015 г., 2017 г., 2019 г.);
  - Анкара (2000 г.);
  - Измир (2002 г., 2005 г.);
  - Мерсин (2005 г.);
- Испания:
  - Валенсия (1994 г.);
- Бельгия:
  - Брюссель (1997 г.);
- Франция:
  - Лилль (1999 г.;).

Выставки проходили и в других странах. Было и совместное участие в выставках с другими мастерами, такими как: Кемаль Анкач (1996 г.), Шинаси Текман (1999 г.), Перли Кансу (1999 г.).
Широко известна коллекция работ Айхатун Атешин под названием «Тихая прогулка» (тур. Sessiz Yürüyüş).
Выставка работ была открыта в 2006 году в художественной галерее Илайда. Были представлены 50 пар керамической женской обуви. На открытии выставки присутствовала Ойа Талат (тур. Oya Talat), жена второго президента Турецкой Республика Северного Кипра Мехмета Али Талата (тур. Mehmet Ali Talat’ın, президент Турецкой Республики Северного Кипра с 24.04.2005 г. по 23.04.2010 г.). В 2016 году выставку посетили четвёртый президент Северного Кипра Мустафа Акынджи со своей супругой Акынджи, Мераль.
В 2015 году выставка Айхатун Атешин «Тихая прогулка» была удостоена награды Итальянской биеннале в Кьянчано.
Четвёртый президент Северного Кипра Мустафа Акынджи (тур. Mustafa Akıncı, президент с 30.04.2015 г. по 23.10.2020 г.), посетивший выставку Айхатун Атешин в 2016 году, выразил восхищение её энергией (тур. «Bu enerji, pozitif düşünce ve emek ortaya güzel eserler çıkarılıyor. Bize Akdenizliliği, Akdeniz kültürünü hatırlatıyor. Bize sanatın bir kez daha sınırları aşabildiğini gösteriyor. Sanatın birleştirici gücünü kanıtlıyor»).

#### Персональные выставки
- «Искусство огня» (тур. Ateş Sanatı), Никосия (тур. Lefkoşa), 1991 г.[7]
- «Танец грязи и огня» (тур. Çamur ve Ateşin Dansı)[7]:
  - Турецко-американская ассоциация (тур. Türk Amerikan Derneği), Измир (тур. İzmir), 1995 г.
  - Никосия (тур. Lefkoşa), 1996 г.
- «Слова из земли» (тур. Topraktan Sözcükler), Культурный центр Акатлар, (тур. Akatlar Kültür Merkezi), Стамбул (тур. İstanbul), 1999 г.[7]
- «Путешествие по воде» (тур. Suyun Yolculuğu)[7]:
  - Никосия (тур. Lefkoşa), 2000 г.
  - Хоби (тур. Hobi), Стамбул (тур. İstanbul), 2001 г.
- «Тихая прогулка» ({{lang-tr| [7]:
  - Доганкей (тур. Doğanköy), 2006 г.
  - Гранд-хан (тур. Büyük Han), Никосия (тур. Lefkoşa), 2006 г.
  - Стамбул (тур. İstanbul), 2015 г.
- «Цвет воды» (тур. Suyun Rengi)[7]:
  - Измирская ярмарка (тур. İzmir Fuarı), 2007 г.
  - Международный кипрский университет (тур. Uluslararası Kıbrıs Ünüversitesi), 2008 г.

## Достижения и награды
- Премия Совета женщин турок-киприотов Кирении (тур. Girne Kadınlar Konseyi ödülü), 2000 г.[20].
- Премия Восточно-Средиземноморского университета (тур. Doğu Akdeniz Üniversitesi) за достижения в области женских исследований и женской культуры, 2005 г.[20].
- Самый успешный художник-керамист 2007 года (тур. 2007’in En iyileri ödülleri)[20].
- Премия Леонардо в области прикладного искусства (тур. Leonardo Award in Applied Arts), Италия, 2015 г.[20][21][22][23]
- Специальная премия ТЮРКСОЙ на Международном фестивале «Золотой шафран» в категории «Профессиональные фильмы», 2017 г.[20][24][25][26].